# Hyper Bishi Bashi Champ
Hyper Bishi Bashi Champ es un videojuego de 1999 para arcade lanzado por Konami solo en Japón. Es una colección de minijuegos.